# Darnó, Szabolcs-Szatmár-Bereg
Darnó  este un sat în districtul Fehérgyarmat, județul Szabolcs-Szatmár-Bereg, Ungaria, având o populație de 177 de locuitori (2011). 

## Demografie
Componența etnică a satului Darnó
     Maghiari (74,74%)
     Romi (25,26%)
Componența confesională a satului Darnó
     Reformați (55,93%)
     Romano-catolici (9,6%)
     Fără religie (7,91%)
     Greco-catolici (2,26%)
     Necunoscută (24,29%)
Conform recensământului din 2011, satul Darnó avea 177 de locuitori. Din punct de vedere etnic, majoritatea locuitorilor (74,74%) erau maghiari, cu o minoritate de romi (25,26%).  Din punct de vedere confesional, majoritatea locuitorilor (55,93%) erau reformați, existând și minorități de romano-catolici (9,6%), persoane fără religie (7,91%) și greco-catolici (2,26%). Pentru 24,29% din locuitori nu este cunoscută apartenența confesională.